# Matthäus Klimesch
Matthäus Klimesch, také Matouš Klimeš, Matyáš Klimesch, Johann Matthäus Klimesch (26. srpna 1850 Rozpoutí – 13. dubna 1940 Vídeň) byl středoškolský učitel, historik, genealog, lingvista a autor vlastivědných prací.

## Život
Narodil se v rolnické rodině v Rozpoutí (část města Kaplice). V matrice narozených je zapsán jako Matouš Klimeš. Od roku 1865 studoval na německém gymnáziu v Českých Budějovicích a od roku 1871 Matthäus Klimesch nejprve navštěvoval německé gymnázium v Budějovicích a od roku 1871 gymnáziu v Seitenstetten. Poté studoval na filozofické fakultě univerzity ve Štýrském Hradci. V roce 1880 složil učitelskou zkoušku ze zeměpisu, dějepisu a němčiny.
Ještě před získáním doktorátu z oboru filozofie (1985) získal v roce 1884 místo asistenta učitele na Státní obchodní škole ve Štýrském Hradci a od školního roku 1888/89 učitelské místo na tamní Druhé státní střední škole. V roce 1891 byl jmenován profesorem německého učitelského ústavu v Praze a od roku 1895 profesorem státního gymnázia v Lublani, kde byl také redaktorem lublaňských školních novin. Od roku 1914 byl v důchodu, nejprve se přestěhoval do Štýrského Hradce a později žil se svým synem ve Vídni.
Stal se známý četnými historickými výzkumy a esejemi a pracemi, které se zabývají především historií jednotlivých lokalit v jižních Čechách, zejména v bývalém kaplickém okresu. Ještě jako student napsal články o hradu Pořešín a o historii hradu Velešín pro českobudějovický Kreisblatt. Napsal také řadu článků do časopisů Der Böhmenwald a Waldheimat a také do věstníku Spolku pro dějiny Němců v Čechách.
Zasloužil se také o vydání rožmberské kroniky, kterou česky sepsal po roce 1594 rožmberský archivář Václav Březan a kterou do němčiny přeložil třeboňský opat Norbert Heermann (1629–1699). Heermannův překlad Klimesch upravil pomocí poznámek pod čarou a vydal v roce 1897 u nakladatelství Královské české společnosti nauk v Praze pod názvem Norbert Heermann's Rosenberg'sche Chronik.
Byl třikrát ženatý. Měl pět synů a jednu dceru. Zemřel ve Vídni a byl pohřben v rodinném hrobě v Kaplici. Na jeho domě v Grundsteingasse 7 v XVI. vídeňské čtvrti byla v roce 1952 umístěna pamětní deska.

## Práce a eseje (výběr)
- Die Herren von Michelsberg als Besitzer von Weleschin – genealogická studie. Disertační práce. Univerzita Štýrský Hradec 1885
- Norbert Heermanns Rosenberg’sche Chronik, Praha 1897
- Urkunden und Regesten zur Geschichte des Gutes Poreschin (1878–1889)
- Urkunden- und Regestenbuch des ehemaligen Klarissinnenklosters Krummau, Praha 1904
- Die Ortsnamen im südlichen und südwestlichen Böhmen, Praha 1909
- Geschichtsschreiber des ehemaligen Cistercienserstiftes Goldenkron (1893/94)
- Über die älteste tschechische Urkunde des Stiftes Schlägl
- Zur älteren Geschichte von Kaplitz
- Die deutschen Ortschaften der Kaplitzer Bezirkshauptmannschaft nach ihrer Anlage und der Aufteilung ihrer Fluren
- Der Besitz der Prämonstratenserklöster Strahov, Mühlhausen und Schlägl in Südböhmen
- K historii lublaňského gymnázia, Lublaň 1896 (slovinsky)
- Jindřich První z Rožmberka: Příbuzenství s Habsburkem Albrechtem I., Laibach 1912 (slovinsky)
- Horra, "v Horách", nejstarší sídlo rodu Harrachů[3]